# Székelyjó község
Székelyjó község (románul: Comuna Săcuieu) község Kolozs megyében, Romániában. Központja Székelyjó, beosztott falvai Havasrogoz, Viság.

## Fekvése
Kolozs megye nyugati részén helyezkedik el a Vlegyásza-hegységben, Kolozsvártól 76, Bánffyhunyadtól 22 kilométerre. Szomszédai: északon és nyugaton Kissebes, keleten Kalotaszentkirály, délkeleten  Meregyó, délnyugaton Bihar megye. A 300-as vasúti fővonaltól és az E60-as európai úttól egyaránt 10 kilométerre van. A község a DC128, DC129 és DC130 községi utakon közelíthető meg.

## Népessége
1850-től a népesség alábbiak szerint alakult:
| Lakosok száma | 1349 | 2339 | 3029 | 3128 | 3141 | 2862 | 2395 | 1641 | 1466 | 1369 |
|               | 1850 | 1880 | 1900 | 1941 | 1956 | 1966 | 1977 | 2002 | 2011 | 2021 |

A 2011-es népszámlálás adatai alapján a község népessége 1466 fő volt, melynek 84,45%-a román és 13,03%-a roma. Vallási hovatartozás szempontjából a lakosság 94,88%-a ortodox, 2,25%-a pünkösdista.

## Nevezetességei
A község területéről az alábbi épületek szerepelnek a romániai műemlékek jegyzékében:
- a havasrogozi Szent Mihály és Gábriel arkangyalok templom (LMI-kódja CJ-II-m-B-07744)
- a havasrogozi 16-os számú ház (CJ-II-m-B-07743)
- a visági fatemplom (CJ-II-m-B-07810)

Megyei szinten védett területek:
- Piatra Banișorului
- Vlegyásza-hegység